# Anwar al-Awlaki

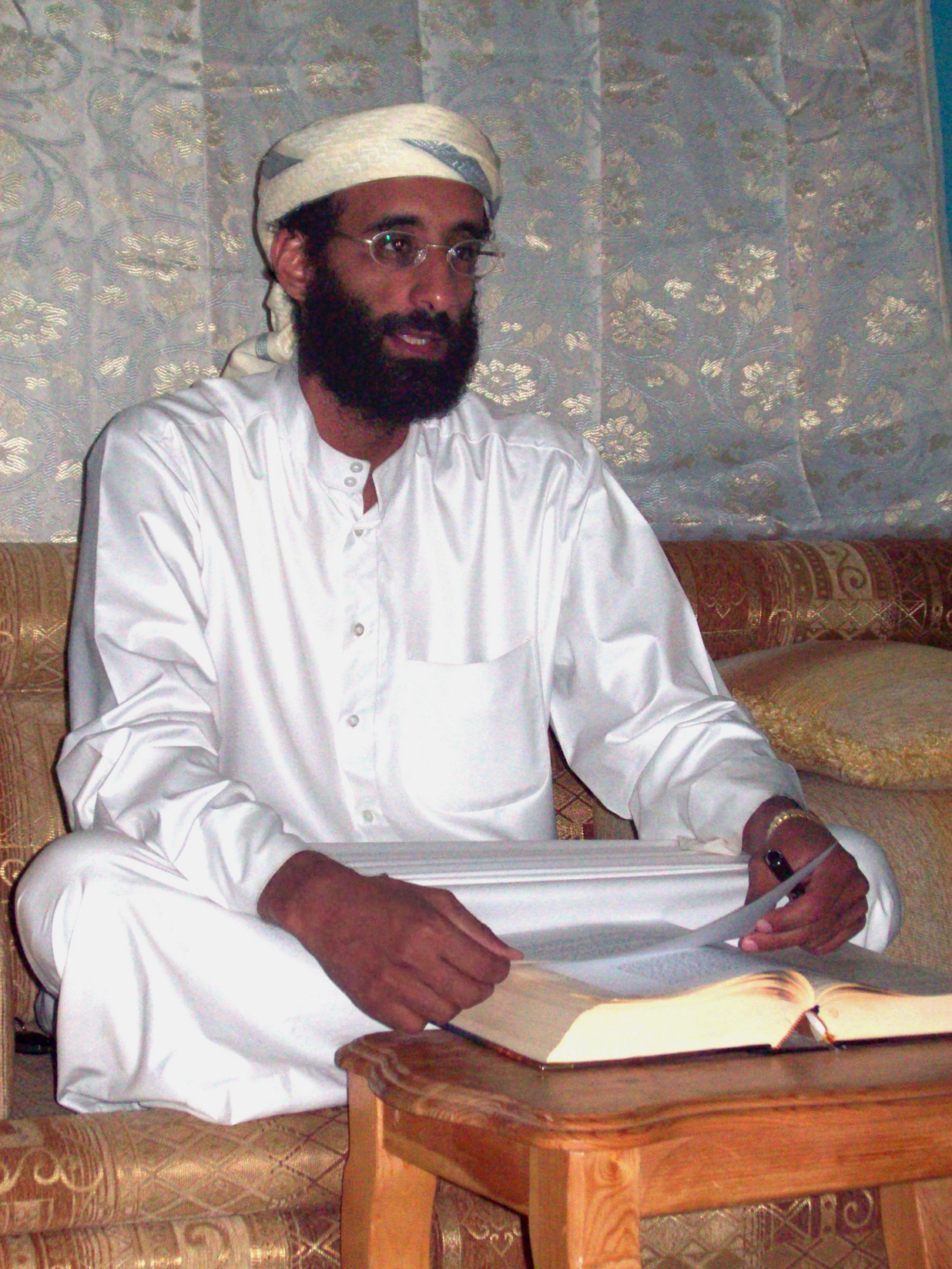
Anwar al-Awlaki

Anwar al-Awlaki (ook gespeld Aulaqi; Arabisch: أنور العولقي Anwar al-‘Awlaqī) (Las Cruces, 22 april 1971 – Gouvernement Al Jawf, 30 september 2011) was een moslim-onderwijzer, spiritueel leider, en imam, die ervan verdacht werd een belangrijk recruiter te zijn voor Al Qaida en haar zijtakken. Met een blog en een Facebook-pagina, werd hij ook wel omgeschreven als de "Bin Laden van het internet."
Toen Al Awlaki in de jaren negentig prediker was in San Diego, behoorden twee van de aanslagplegers van het World Trade Center tot zijn vaste toehoorders.
Op 17 januari 2011 heeft een rechtbank in Jemen de radicale islamitische geestelijke Anwar al-Awlaki bij verstek veroordeeld tot tien jaar gevangenisstraf wegens het aanzetten tot moord op buitenlanders.
Awlaki, die geboren is in de Verenigde Staten, zou tot de top behoren van Al Qaida op het Arabisch Schiereiland. Hij werd er onder meer van verdacht te hebben meegewerkt aan de poging op eerste kerstdag 2009 een passagiersvliegtuig op te blazen tijdens een vlucht van Amsterdam naar Detroit.
Al Awlaki werd eind september 2011 "met enkele andere terroristen" om het leven gebracht door een Amerikaanse drone. Die aanval vond plaats op een konvooi auto's in de provincie Jawf, zo'n 140 km ten oosten van de hoofdstad Sanaa. Die aanslag gaf in de VS enige juridische beroering, omdat hij ook Amerikaans staatsburger was. De dood van Al Awlaki is destijds bevestigd door onder anderen de minister van Defensie van Jemen.